# Elegías de varones ilustres de Indias
Elegías de varones ilustres de Indias é um poema épico escrito no final do século XVI por Juan de Castellanos.

## Descrição
A obra faz um relato detalhado da colonização do Caribe e dos territórios da atual Colômbia e Venezuela. Descreve as empresas de assentamento e fundação de cidades, bem como representações vívidas de culturas indígenas, como a Muisca, e história natural, tornando este texto uma importante crônica inicial da colonização espanhola das Américas. Além de seu valor histórico, é notável pelo uso de vários estilos literários da era renascentista, incluindo a elegia, o épico, o conto de peregrinação, o romance pastoral, o romance de cavalaria e outras formas literárias.
O livro contém uma das primeiras descrições da espécie de batata do Novo Mundo (Solanum colombianum), até a descoberta das Américas uma planta desconhecida no Velho Mundo.